# Marlín
|  | No s'ha de confondre amb Marlin. |

Marlín és un municipi de la província d'Àvila a la comunitat autònoma de Castella i Lleó.